# Äijäjärvi (Tärendö socken, Norrbotten)
Äijäjärvi är en sjö i Pajala kommun i Norrbotten och ingår i Kalixälvens huvudavrinningsområde.